# Pseudoconnarus agelifolius
Pseudoconnarus agelifolius är en tvåhjärtbladig växtart som beskrevs av José Cuatrecasas. Pseudoconnarus agelifolius ingår i släktet Pseudoconnarus och familjen Connaraceae. Inga underarter finns listade i Catalogue of Life.